# 范离
范离（1904年5月1日—1996年3月20日）安徽省宣城县人，中国共产党官员，中共中央直属机关事务管理局副局长、顾问。

## 生平
范离生于安徽省宣城县大范村一个农民家庭。1936年9月加入中国共产党。在从事中国共产党的地下工作中，他执行中共指示，团结抗日力量，抵制国民党反动派的反共行动，打击侵华日军，并为中国共产党及其领导的军队培养了一批干部，在延安受到毛泽东等中共中央领导的接见。
1940年春，范离在延安参加中央党校学习，后来被调到中直财经处工作。1947年，国民党军重点进攻延安时，范离任后梯队司令员，护送中共中央机关人员及大量物资转移至河北省平山县西柏坡。
中华人民共和国成立后，范离历任中直机关修建办事处主任，北京市建工局党委书记，中共中央直属机关事务管理局副局长等职。文革结束后，曾任中直管理局顾问。
1996年3月20日，范离在北京病逝，享年92岁。范离逝世后，杨尚昆、谷牧及中共中央办公厅负责人以不同方式表示哀悼，对其亲属表示慰问。3月28日，范离的遗体在北京火化。